# Manfred Rühl
Manfred Rühl (* 31. Dezember 1933 in Nürnberg) ist ein deutscher, sozialwissenschaftlich orientierter Kommunikationswissenschaftler.

## Leben und Wirken
Als Sechzehnjähriger erhielt er für das Schuljahr 1950/51 ein High-School-Stipendium für Dayton, Ohio. Nach dem Abitur 1953 in Nürnberg absolvierte er eine Lehre als Industriekaufmann. Er wurde freiberuflicher Journalist für Tageszeitungen, Zeitschriften und für den Hörfunk und studierte Wirtschafts- und Sozialwissenschaften an der Universität Erlangen, der Freien Universität Berlin und der Hochschule für Wirtschafts- und Sozialwissenschaften Nürnberg, wo er 1960 das Examen als Diplom-Volkswirt ablegte. Das Thema seiner Diplomarbeit lautete: Der Stürmer und sein Herausgeber. Von 1960 bis 1962 war er wissenschaftliche Hilfskraft am Institut für Publizistik. Bei der Überführung der Hochschule für Wirtschafts- und Sozialwissenschaften Nürnberg in die Wirtschafts- und Sozialwissenschaftliche Fakultät der Friedrich-Alexander-Universität Erlangen-Nürnberg fungierte er als Fakultätsassistent. Von 1964 bis 1968 arbeitete er als wissenschaftlicher Assistent für Kommunikationswissenschaft am (neuen) Lehrstuhl für Politik- und Kommunikationswissenschaft. Die Promotion erfolgte 1968 mit der Dissertation Die Zeitungsredaktion als organisiertes soziales System unter Franz Ronneberger. 1969/70 war Rühl Scholar-in-Residence an der Annenberg School of Communications, einem Teilbereich der University of Pennsylvania. Von 1970 bis 1976 leitete er ein Projekt im DFG-Sonderforschungsbereich 22 "Sozialisisations- und Kommunikationsforschung" an der Friedrich-Alexander-Universität Erlangen-Nürnberg. Dazwischen, von 1973 bis 1974, vertrat er den Lehrstuhl für Journalistik an der Johannes-Gutenberg-Universität Mainz. 1976 wurde er auf die Professur für Kommunikationswissenschaft der Universität Hohenheim berufen, wo er den Aufbaustudiengang Journalistik verantwortete. 1978 erfolgte die Habilitation für Kommunikationswissenschaft an der Friedrich-Alexander-Universität Erlangen-Nürnberg mit der Schrift Journalismus und Gesellschaft. Bestandsaufnahme und Theorieentwurf. Von 1983 bis 1999 war er Inhaber des Lehrstuhls für Kommunikationswissenschaft der Otto-Friedrich-Universität Bamberg. Im Sommer 1980 und im Winter 1993/94 war er Gastprofessor für Publizistik an der Universität Zürich. 1999 wurde er emeritiert.
1963 gehörte Rühl zu den Gründungsmitgliedern der Deutschen Gesellschaft für Publizistik- und Kommunikationswissenschaft (DGPuK), seit 2004 gehört er zu deren Ehrenmitgliedern. Von 1978 bis 1982 war er Vorsitzender bzw. stellvertretender Vorsitzender der Gesellschaft. 1970 wurde er Mitglied der International Communication Association (ICA); von 1977 bis 1980 gehörte er dem Board of Directors der ICA an. Seit 2013 verleiht das „Institut für Kommunikationswissenschaft“ an der Otto-Friedrich-Universität Bamberg den Manfred-Rühl-Preis für herausragende Master-Abschlussarbeiten.
Manfred Rühls Forschungsschwerpunkte sind:
- Kommunikationswissenschaftliche Theoriebildung
- Reflexionstheorien und Anwendungstheorien
- Organisationskommunikation
- Publizistik, Journalistik, Public Relations
- Theoriegeschichte der Kommunikationswissenschaft und der Kommunikationspolitik

Ausgehend von systemtheoretischen Vorstellungen bearbeitet Rühl Probleme menschlicher Kommunikationssysteme, abzielend auf eine allgemeine Theorie der Kommunikationswissenschaft. Anders als verhaltens- und handlungswissenschaftliches Theoretisieren ermöglichen Kommunikationstheorien das Analysieren und Synthetisieren sinnmachend-informierender, thematisch eingrenzender Mitteilungen und deren Verstehen, in gesellschaftlichen Zusammenhängen. Basisannahmen einer allgemeinen Theorie der Kommunikationswissenschaft sind schon im späten 17. Jahrhundert zu beobachten. Christian Thomasius verweist auf das Selbstdenken in Wissenschaft und Alltag, als er in seiner Einleitung zur Sittenlehre (1692) eine Theorie wechselseitiger Abhängigkeit von Mensch, Kommunikation und Gesellschaft formuliert. Kaspar Stieler unterscheidet in Zeitungs Lust und Nutz (1695) das Kommunizieren vom Publizieren, und er propagiert Zeitunglesen als eine Notwendigkeit für den "Politicus" in einer (künftigen) bürgerlichen Gesellschaft. Der Junghegelianer Robert Eduard Prutz (1845) beschreibt Journalismus und Demokratie als zwei Seiten eines gesellschaftlichen Entwicklungsprodukts. Die Wirtschafts- und Sozialwissenschaftler Karl Knies, Albert Schäffle, Karl Bücher und Max Weber einerseits, Charles Horton Cooley, Robert Ezra Park, Harold Dwight Lasswell und weitere Sozialwissenschaftler der Chicago School andererseits, beobachten Zusammenhänge zwischen Kommunikation, Öffentlichkeit, öffentliche Meinung, Eisenbahn und Telegraph, Stadt- und Organisationskulturen, Geld, Kredit, Zeit und Gesellschaft, zur "discovery of communication as a field of research, teaching, and professional employment" (Lasswell 1958). Seit einem halben Jahrhundert werden Journalismus, Public Relations, Werbung, Propaganda und weitere persuadierende bzw. manipulierende Formen weltgesellschaftlicher Kommunikation theoretisiert und (empirisch) kontrolliert. Weltkommunikation, Weltgesellschaft und Weltöffentlichkeit(en) werden als Schlüsseltheorien einer sich selbst organisierenden Kommunikationswissenschaft ausprobiert (Rühl 2018).

## Schriften (Auswahl)
- Die Zeitungsredaktion als organisiertes soziales System. Bertelsmann Universitätsverlag, Bielefeld 1969; 2. erweiterte und überarbeitet Auflage: Universitätsverlag, Freiburg (Schweiz) 1979, ISBN 3-7278-0202-2.
- Journalismus und Gesellschaft. Bestandsaufnahme und Theorieentwurf. Von Hase & Koehler, Mainz 1980, ISBN 3-7758-0975-9.
- Kommunikation und Erfahrung. Wege anwendungsbezogener Kommunikationsforschung. Verlag der Kommunikationswissenschaftlichen Forschungsvereinigung, Nürnberg 1987, ISBN 3-921453-26-7.
- Theorie der Public Relations. Ein Entwurf (mit Franz Ronneberger). Westdeutscher Verlag, Opladen 1992, ISBN 3-531-12118-9.
- Theorien der öffentlichen Kommunikation - Problemfelder, Positionen, Perspektiven (mit Günter Bentele). Ölschläger, München 1993, ISBN 3-88295-183-4.
- Publizistik im vernetzten Zeitalter. Berufe - Formen – Strukturen (mit Beatrice Dernbach und Anna Maria Theis-Berglmair). Westdeutscher Verlag, Opladen 1998, ISBN 3-531-13106-0.
- Publizieren. Eine Sinngeschichte der öffentlichen Kommunikation. Westdeutscher Verlag, Opladen und Wiesbaden 1999, ISBN 3-531-13370-5.
- Kommunikationskulturen der Weltgesellschaft. Theorie der Kommunikationswissenschaft. Verlag für Sozialwissenschaften, Wiesbaden 2008, ISBN 978-3-531-14063-6.
- Journalistik und Journalismen im Wandel. Eine kommunikationswissenschaftliche Perspektive. Verlag für Sozialwissenschaften, Wiesbaden 2011, ISBN 978-3-531-17867-7.
- Journalismus und Public Relations. Theoriegeschichte zweier weltgesellschaftlicher Errungenschaften. Springer VS, Wiesbaden 2015, ISBN 978-3-658-06533-1.
- Organisationskommunikation von Max Weber zu Niklas Luhmann. Wie interdisziplinäre Theoriebildung gelingen kann. Springer VS, Wiesbaden 2015, ISBN 978-3-658-08923-8.
- Publizistikwissenschaft erneuern. Was wir über öffentliche Kommunikation wissen und was wir wissen können. Springer VS, Wiesbaden 2016, ISBN 978-3-658-12839-5.
- Kommunikationswissenschaft. Selbstbeschreibung einer Sozialwissenschaft. Springer VS, Wiesbaden 2018, ISBN 978-3-658-22481-3.
- Public Relations-Wissenschaft - autobiographisch beobachtet. In: Olaf Hoffjann und Simone Huck-Sandhu (Hrsg.): UnVergessene Geschichten - PR- und Organisationskommunikationsforschung autobiographisch. Springer VS, Wiesbaden 2021, ISBN 978-3658-34674-4, S. 17–48.
- Organisationskommunikation - Theoriegeschichte und Rekonstruktionsversuche. In: Ina von der Wense, Michael Wild, Holger Kellermann (Hrsg.): Alles eine Frage der Organisation. LIT Verlag, Berlin 2021, ISBN 978-3-643-15049-3, S. 3–20.